# Європейська консультативна комісія
Створення Європейської консультативної комісії погодили на Московській конференції 30 жовтня 1943 міністри закордонних справ Великої Британії, Сполучених Штатів і Радянського Союзу — Ентоні Іден, Корделл Голл і В'ячеслав Молотов відповідно. Утворення було затвержено на Тегеранській конференції в листопаді 1943. Напередодні поразки нацистської Німеччини і її союзників цій комісії належало вивчити післявоєнні політичні проблеми в Європі і виробити рекомендації урядам цих трьох держав, у тому числі у справі капітуляції ворожих їм європейських держав і механізмів його виконання. 

## Діяльність комісії
Перше офіційне засідання відбулося 14 січня 1944 року. Велику Британію репрезентував сер Вільям Стренг, СРСР — Федір Гусєв, Сполучені Штати — Джон Вайнант. 
Після того, як Європейська консультативна комісія виконала своє завдання, її було розпущено в серпні 1945 року на Потсдамській конференції.